# Andrzej Kornella
Andrzej Kornella (ur. 1867 w Borszczowie, zm. 23 lutego 1934 we Lwowie) – ukraiński i polski inżynier hydrotechnika, torfoznawca, meliorator. Starszy radca lwowskiego Tymczasowego Wydziału Samorządowego.

## Życiorys
Po ukończeniu C. K. Gimnazjum w Stanisławowie studiował na Politechnice Lwowskiej, a następnie kontynuował naukę w Berlinie, Bonn, Danii i Szwecji oraz w Warszawie. Po powrocie do Lwowa podjął pracę naukową na Politechnice, był prezesem Bratniej Pomocy Studenckiej. Należał do Polskiego Towarzystwa Politechnicznego we Lwowie, od 1899 przez rok był jego skarbnikiem. Po odzyskaniu przez Polskę niepodległości został powołany na naczelnika wydziału w Ministerstwie Robót Publicznych, a następnie prezesa Generalnej Dyrekcji Odbudowy. Następnie pełnił funkcję asystenta w Katedrze Fizyki Politechniki Lwowskiej, wykładał na organizowanych we Lwowie kursach ziemiańskich oraz w Centralnym Technikum Rolnym w Warszawie. Był światowej sławy ekspertem w dziedzinie torfoznawstwa, jego dorobek naukowy stanowiło dziewiętnaście prac naukowych, liczne felietony i artykuły w prasie fachowej. Stworzył plan osuszenia mokradeł na Polesiu i przeznaczenia tych terenów na potrzeby rolnictwa. Po wybuchu I wojny światowej w 1914 został członkiem Miejskiej Straży Obywatelskiej we Lwowie (sekcja I w dzielnicy I). Został pochowany na Cmentarzu Łyczakowskim.   